# Anordnung über Mitteilungen in Strafsachen
Die Anordnung über Mitteilungen in Strafsachen (MiStra) ist eine deutsche Verwaltungsvorschrift. Darin ist geregelt, in welchen Fällen und in welchem Ausmaß Gerichte und Staatsanwaltschaften in Strafsachen zur Mitteilung personenbezogener Daten von Amts wegen an öffentliche Stellen für andere Zwecke als die des Strafverfahrens verpflichtet sind. Sie wird zwischen den Bundes- und den Landesjustizverwaltungen abgestimmt und ist bundesweit einheitlich gültig.
Die Befugnis zur Übermittlung personenbezogener Daten des Beschuldigten ergibt sich aus § 14 EGGVG. Eine Verpflichtung besteht nur, wenn dies in der MiStra angeordnet oder in besonderen Vorschriften, beispielsweise § 482 der Strafprozessordnung bestimmt ist (Nr. 1 Abs. 1 Satz 2 MiStra).
Bestimmte strafprozessuale Maßnahmen gegen einen Beamten oder Richter teilt die Staatsanwaltschaft dessen Dienstvorgesetztem als „Vertrauliche Personalsache“  mit (Nr. 15 Abs. 5 MiStra), nicht dagegen die bloße Einleitung eines Ermittlungsverfahrens. Der Dienstherr entscheidet dann, ob er gegen den Beamten disziplinarisch vorgeht. In Strafsachen gegen Jugendliche und Heranwachsende sind Mitteilungen an die Schule in geeigneten Fällen zu machen, etwa dann, wenn es aus Gründen der Schulordnung geboten ist (vgl. Nr. 33 MiStra).
Mitteilungen aufgrund der MiStra sind Justizverwaltungsakte und können gem. § 23 EGGVG angefochten werden.
Im Zivilrecht besteht die Anordnung über Mitteilungen in Zivilsachen (MiZi).